# Totnes

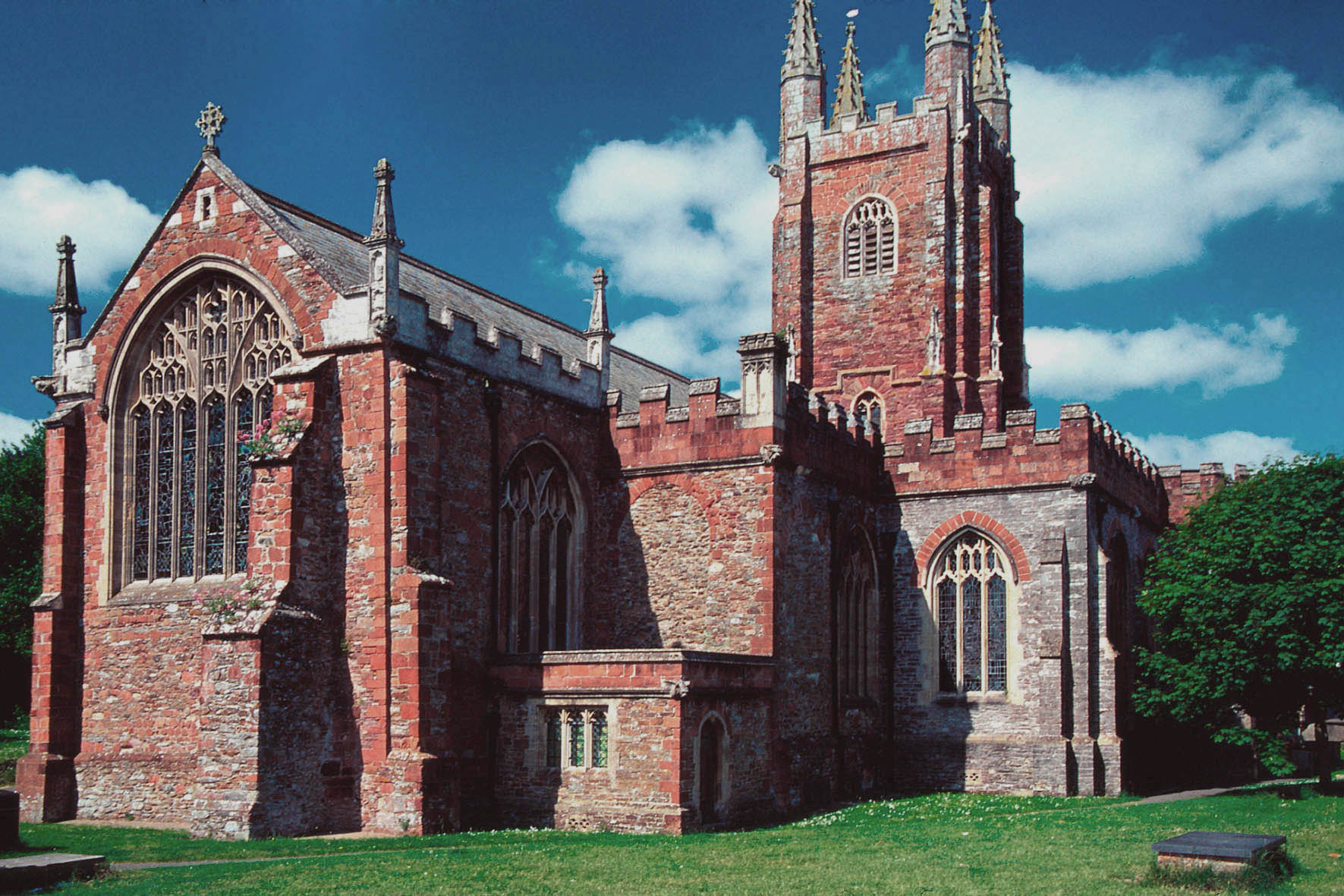
L'église Saint Mary.

Totnes est une ville de 9 200 habitants au sud du Devon en Angleterre connue pour ses marchés et comme ville pionnière du réseau mondial des villes en transition.

## Géographie
La ville est située sur la basse vallée de la Dart, à la limite des possibilités de navigation, l'effet des marées n'étant plus sensible au-delà.

## Description
Les nombreuses maisons de marchands du XIe et XVIIe siècles témoignent de son ancienne richesse et de son importance. L'une d'elles est devenue musée de la ville. Son château de style normand a été construit sous le règne de Guillaume le Conquérant ; il est aujourd'hui en ruine. L'église Saint Mary datant du bas Moyen Âge est notable par sa construction en pierres rouges du Devon. Leechwell (de leech, sangsue et well, source, ainsi nommée pour ses prétendues propriétés médicinales ; les lépreux venaient s'y laver) est une ancienne source bien préservée qui fournit toujours de l'eau douce.
La Eastgate (« porte de l'Est ») est un monument emblématique de la ville. Cet arche de la période élisabéthaine enjambe la rue principale et était une entrée de l'ancienne muraille. La porte a été détruite par un incendie en septembre 1990 et a été reconstruite depuis. La ville a été bâtie sur une colline dominant la rivière Dart. Ce cours d'eau sépare Totnes de sa banlieue de Bridgetown et subit les effets de la marée jusqu'à Totnes où se situe un déversoir du XVIIe siècle. La Dart est navigable jusqu'à la mer et était utilisée jusqu'en 1995 pour le transport de marchandises.
La gare ferroviaire de Totnes est située sur la ligne de Reading à Plymouth. Des trains directs font la liaison entre Londres et Plymouth. Totnes est le terminus sud de la ligne Totnes-Buckfastleigh utilisée par l'association South Devon Railway Trust qui y opère une locomotive à vapeur touristique. La route nationale A38 passe à moins de 10 km.
Totnes abrite une communauté alternative New Age et est connue au Royaume-Uni et à l'étranger comme une ville où il est possible de vivre une vie de bohème. On y trouve de nombreux équipements pour les arts, la peinture et la musique. Un marché y est organisé deux fois par semaine où sont vendus des antiquités, des instruments de musique, des livres d'occasion, des vêtements artisanaux des quatre coins du monde ainsi que des produits biologiques de la région. Totnes compte quatre centres de médecines parallèles, trois magasins d'alimentation biologique et six librairies.
Totnes est connue pour être la ville en transition pionnière : depuis 2006 les habitants visent à l'autonomie énergétique : ils utilisent par exemple des chauffe-eau solaires. La ville pense pouvoir être énergétiquement autonome à 84 % en 2030. Elle vise aussi l'autarcie alimentaire et s'est proclamée « capitale mondiale du réseau des villes en transition », avec l'ambition de montrer le chemin au reste de la planète. L'objectif est de préparer l'humanité à l'ère de l'après-pétrole. Les militants de la ville ont inventé une sorte de pousse-pousse motorisé, alimenté par des déchets organiques (ex. : épluchures). Le transport est non seulement propre mais aussi gratuit.

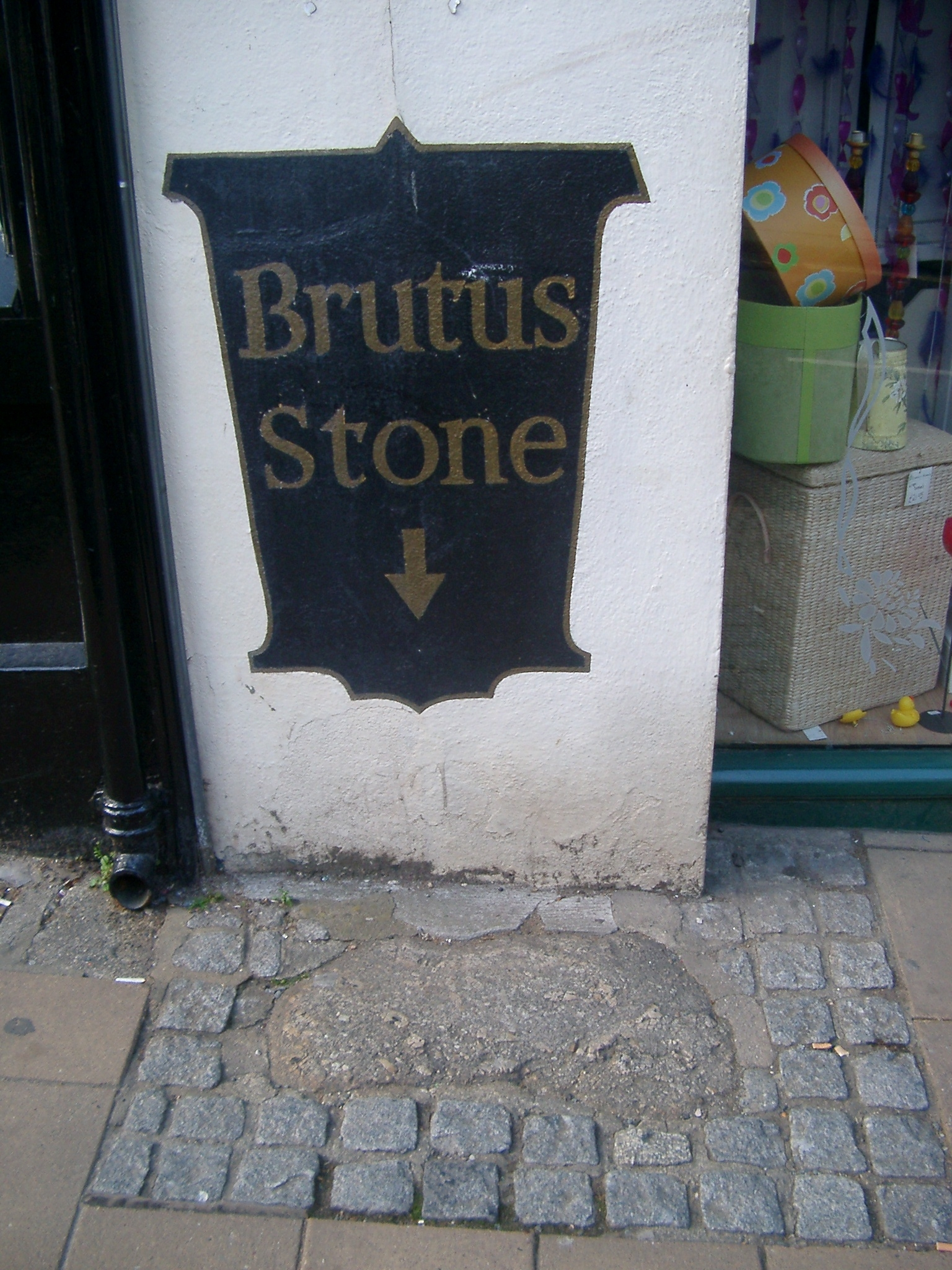
La pierre de Brutus commémore
la fondation légendaire de Totnes.

## Histoire
Selon la légende locale, Totnes marque l'endroit où Brutus de Troye, le fondateur mythique de la Grande-Bretagne, a débarqué la première fois sur l'île. Mais selon Nennius dans les Old Chronicles, il y avait déjà avant l'arrivée de Brutus des membres de sa famille qui possédaient Albion ainsi que vraisemblablement des mines d'étain en Cornouailles. Au-delà de cette histoire légendaire, les premières traces historiques de Totnes remontent en l'an 900 à l'époque où la ville a été fortifiée par le roi Alfred le Grand. La ville faisait alors partie d'une ceinture de châteaux forts entourant le Devon et remplaçait la forteresse voisine de Halwell construite quelques années plus tôt.

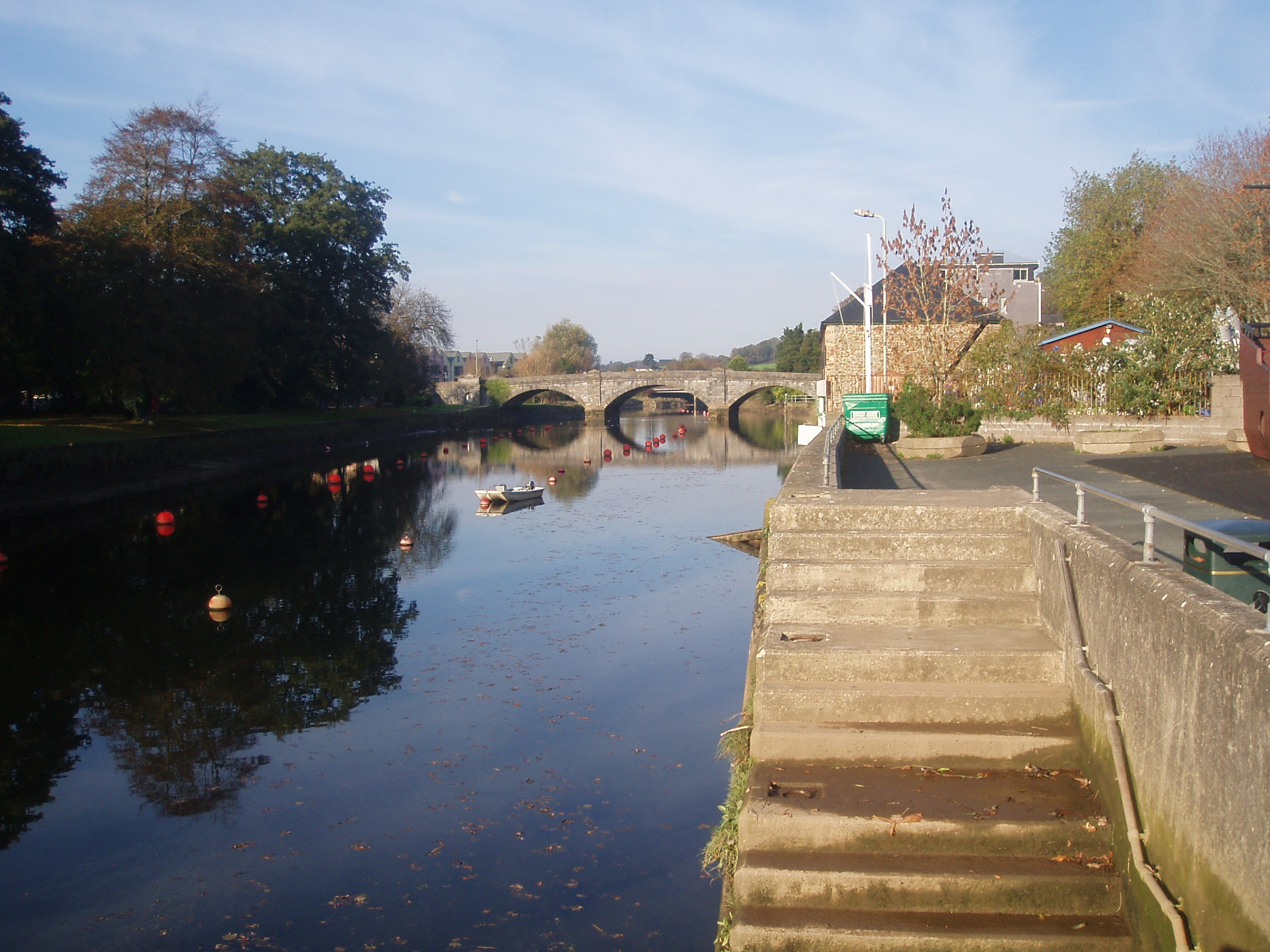
La rivière Dart à Totnes.

Sir Richard Lloyd (1696-1761) en fut le député entre 1745 et 1759, ainsi que celui de Mitcham et Malden. Il se retira lors de sa nomination au service de l'Échiquier en 1759. Thomas Gainsborough fit son portrait au début des années 1750. La coupe et le motif du magnifique gilet rappellent la mode de la décennie précédente. Son fils Richard Savage Lloyd (env. 1730-1810) lui succéda à la Chambre des communes de 1759 à 1768. Ils étaient propriétaires d'Hintlesham Hall, un bâtiment classé de style Tudor.

## Personnalités liées à la ville
- William John Wills (1834-1861), explorateur de l'Australie, est né à Totnes.
- Charles Babbage (1791-1871), inventeur de l'ordinateur mécanique, avait de fortes attaches familiales avec la ville. Il y a été élève avant de partir pour Cambridge.
- Rob Hopkins (né en 1968), cofondateur du mouvement international des villes en transition a commencé le mouvement à Totnes.
- Le groupe de musique électronique Metronomy est originaire de Totnes.
- Ben Howard (né en 1987), auteur-compositeur-interprète, est né à Totnes.

## Jumelage
- Vire (France)